# Мирза Калухский
Мирза Калухский (Калукский) (таб. Кьалухъ Мирза) — табасаранский воин, поэт и идеолог джихада  XVIII в., Он был выбран амиром табасаранских отрядов против иранских полчищ в битвах при Дюбеке, у Калук-дага,в битве у  Нитрикской вершины, близ с.Яргиль и в других местностях. Под его руководством табасаранские воины двинулись в Андалалскую долину, где собрались объединённые силы горцев на борьбу с Надир-Шахом. В этом бою в 1741 г. погиб Мирза Калухский.

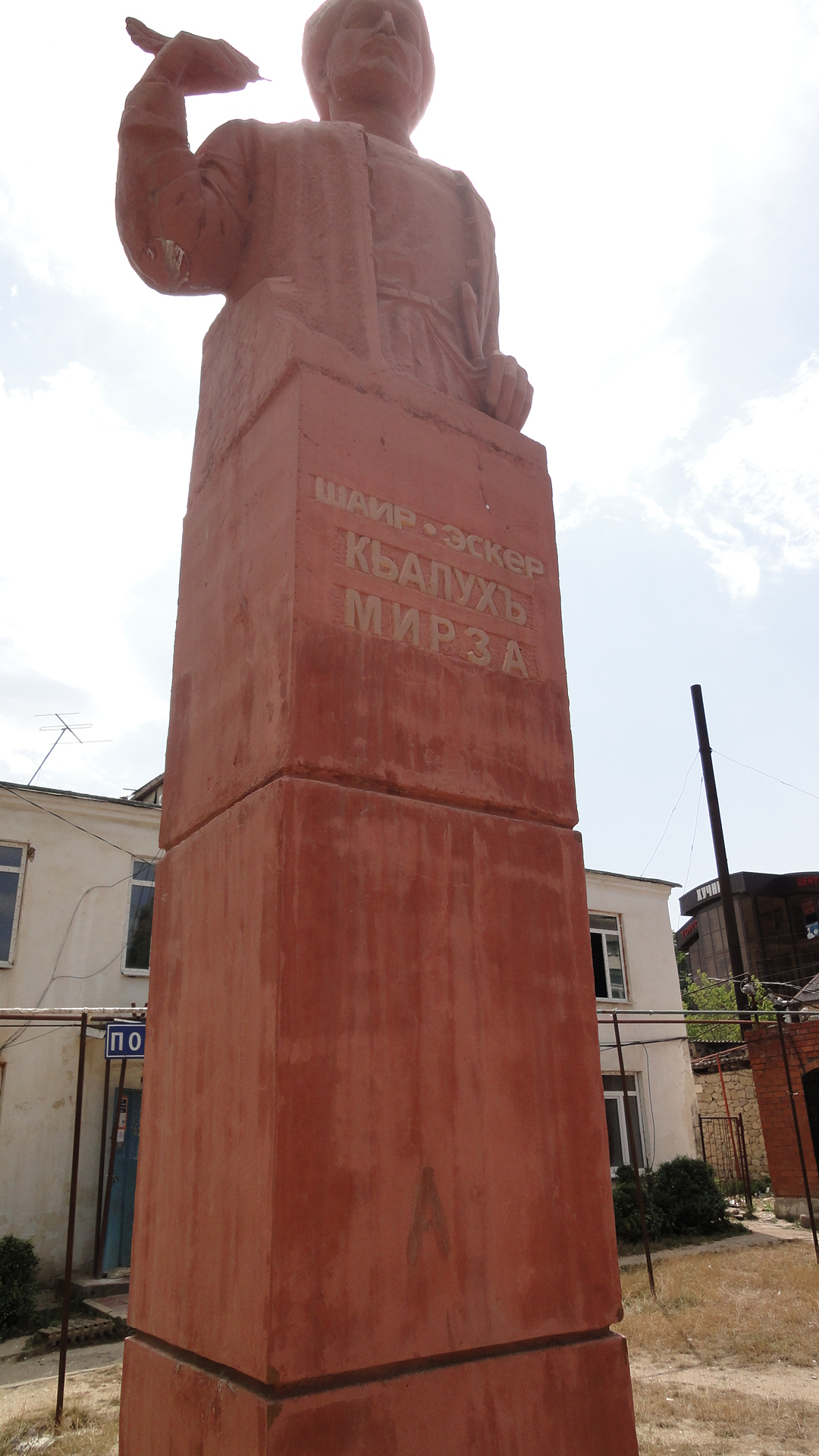
Памятник М. Калухскому в с. Хучни.

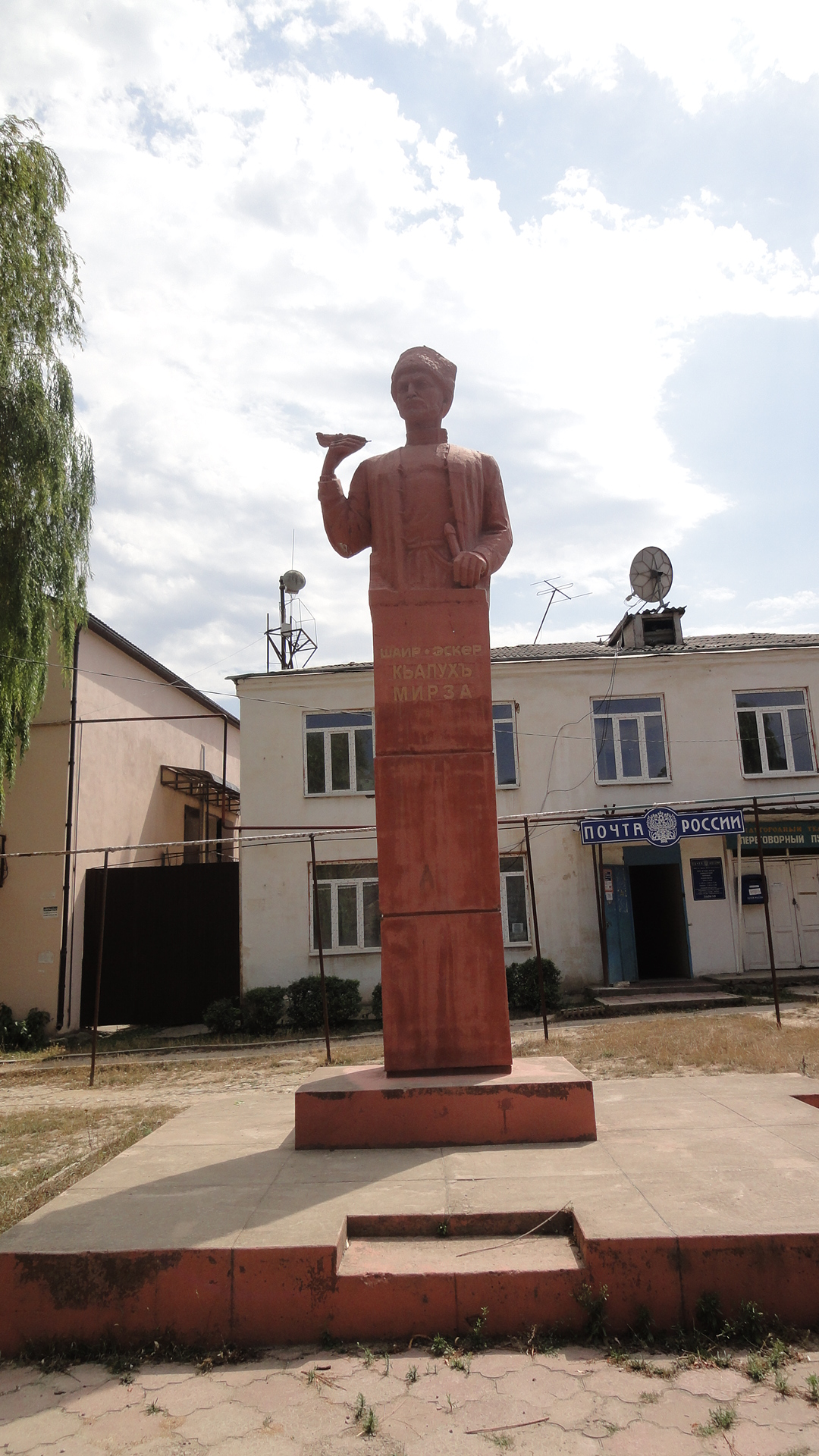
Памятник М. Калухскому в с. Хучни

## Биография
Родился в конце 17-начале 18 века. В семье узденей. Многочисленные источники утверждают, что Мирза родился в местечке Калукъ, но также имеются сведения, что точное место его рождения — окрестности аулов Зирдаг и  Чере.
Будучи молодым юношей научился арабской грамматике, любил читать стихи арабских и персидских авторов раннего средневековья.
Владел арабским и турецко-татарскими языками.
Мирза Калухский горячо любил свой народ, призывал горцев Дагестана жить свободно против притеснителей - ханов, беков и завоевателей.
Был на многих  миссионерских собраниях среди иудеев аулов  Карчагъ и Хошмензиль. Имел родственные связи в Агульском дистрикте.
Перед походом в Андалскую долину собрал войско численностью 7 тысяч табасаранов и некоторым количеством агулов, сбор был в местечке "Чру сивар" севернее аула Ярак, что в переводе с табасаранского - Зелёное высокогорье.
В 1741 г. табасаранское  общество выбрало амиром и   под его руководством табасаранские отряды  двинулись в Андалалскую долину, где наряду с остальными горскими отрядами Дагестана приняли участие в сражении с Надир-Шахом. В этом бою  Мирза Калухский получил сильные ранения от которых через некоторое время скончался по дороге в Табасаран. Некоторые источники утверждают, что он погиб в возрасте 27 лет.

## Творчество
М. Калухский писал свои произведения на табасаранском языке. Подавляющее их большинство содержат в себе призывы.
Типичным примером является его стих «Зов к народу», в котором, он пишет:
В переводе на русский язык.

Эй, милый мой Табасаран, родные мои сограждане!
Шах Ирана-немой Надир, ненавистный враг идёт на нас.
Встанем все, как один, тот, кто подчинится врагу,
Пусть не выйдет на поле битвы.
Народы Дагестана, как братья сплотятся в единую семью:
Аварцы, лезгины, даргинцы, лакцы братья все помогут.
На борьбу с Надир-Шахом поэт также призывает в своём произведении «Кегер» («Аргамак»):
В переводе на русский язык.

Зовет нас сегодня родная страна, 

Как плачущий на груди ребёнок зовет свою мать. 

В битве будем рядом, как братья. 

Пришло время защищать Родину, Кегер! 

Страшный день пришел, 

Видимо, судьбе хотелось нас испытать, 

Уничтожим Надир — шаха войска дотла, 

В тяжелых боях за Родину, Кегер! 

Ноги твои такие же, как у пех левана, 

В глазах твоих огонь борьбы пылает, 

Сокрушая врага, покажи себя в бою, 

Калухского Мирзы ты мускул, боевой Кегер. 
В его стихотворении-послании, под названием: «Ответ хану», поэт осуждает табасаранских кадиев, беков, майсумов. Сравнивает их с людоедами и предупреждает их о воздаянии.
В переводе на русский язык.

«Что же это за ханы, беки — Нескончаемый поток бедствий?
Издеваясь над людьми. Злорадствуют аждахи.»
Поэт помимо всего прочего также защищал интересы узденей. Поэт писал:

«Вот Калуха Мирзы ответ: — Оставь узденей в покое!
Если ты разожжешь огонь — на нём будет жариться из тебя шашлык.»
Также помимо всего прочего поэт уделял немалое внимание теме свободы, дружбы и любви.
Пример тому — его стихотворение «Счастливый соловей»:
В переводе на русский язык.

За всех за нас звени же ты, 

Мой брат — счастливый соловей. 

Ты выбрал милую уже? 

Так свей гнездо, где по душе, 

И пой о солнечном луче. 

Мой брат — счастливый соловей.

## Увековечивание памяти
- В 2002 г. в с. Хучни — административном центре Табасаранского района был торжественно открыт памятник воину и поэту Мирзе Калухскому. На памятнике выведены слова «Шаир Эскер», что в переводе с табасаранского языка значит — поэт-воин.[8]
- Произведения поэта: «Ответ хану», «Вороной», «Соловей» включены в программу вступительных испытаний ДГПУ.[9] Его стихи также опубликованы в «Антологии табасаранской поэзии», в книгах «Дагестанская литература», «Хрестоматия и литература народов Дагестана».
- Именем Мирзы Калухского назван спорткомплекс в с. Хучни.[10][11]
- О воине-поэте, также упоминает Шапи Казиев в своём романе «Крах тирана». Вот что пишет о нём писатель:[12]

Вы победили! — кричали им на прощание андалалцы.
-
Дагестан победил! — отвечали они
Мирза Калукский успел насладиться сладостью победы. Но он чувствовал, что скоро покинет этот свет, и попросил отвезти его в родной Табасаран. Его чунгур, пробитый пулями и стрелами, согратлинцы починили. Но играть на нём у Мирзы уже не было сил, как не мог он и спеть песню, сложенную в честь великой победы. На чунгуре играл его друг, а песню табасараны пели всем отрядом по дороге домой. Перед тем, как умереть, Мирза увидел Табасаран и послал ему свой последний «салам».
- Именем Мирзы Калухского названа одна из улиц в с. Рубас, Дербентского района.[13]